# Gazeta Lubuska

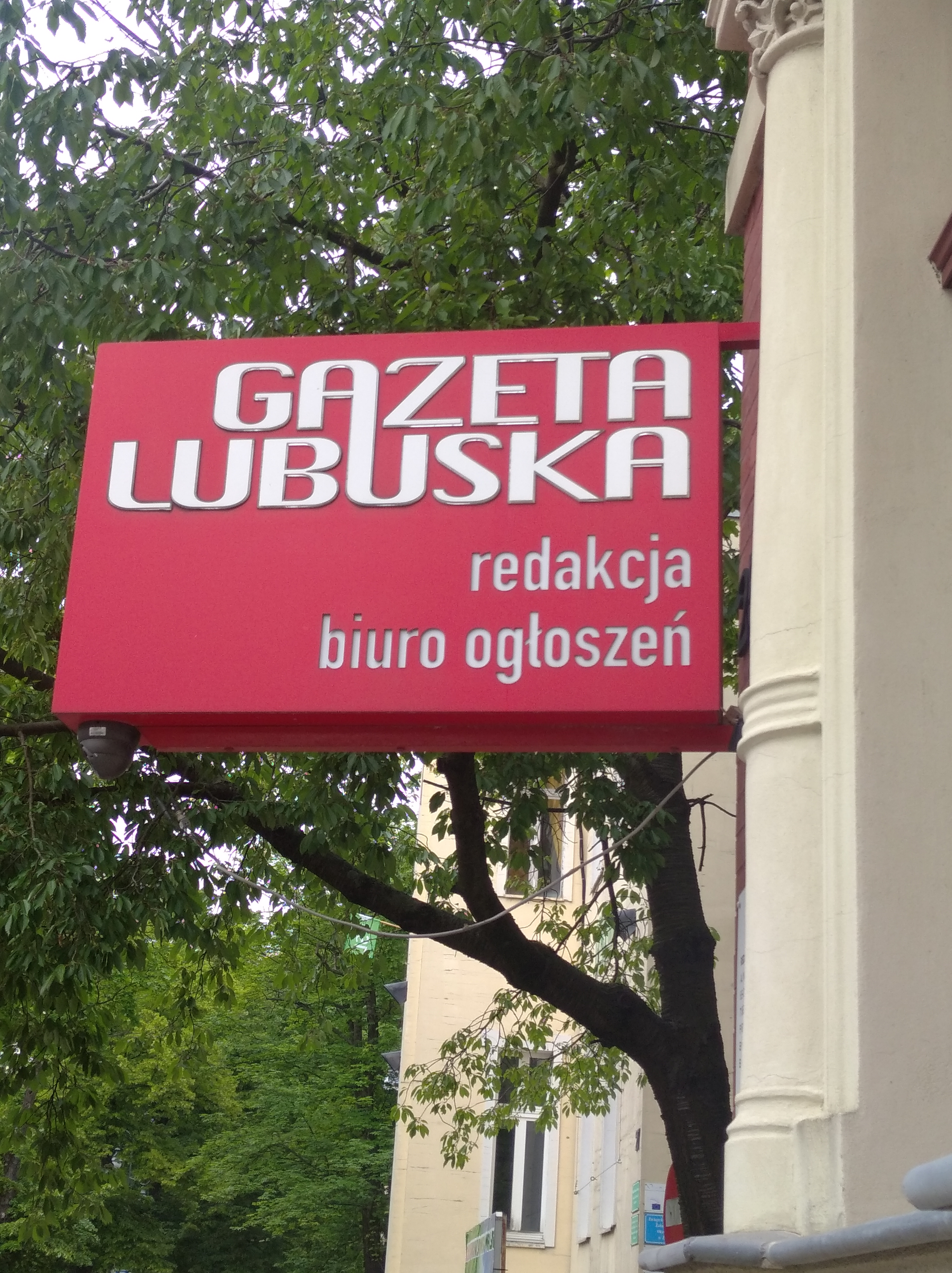
Gazeta Lubuska

Gazeta Lubuska ist eine der größten Regionalzeitungen in Polen. Sie erscheint seit 1952 und wird von der Lubpress Sp. z.o.o. herausgegeben. Der Sitz der Redaktion ist in Zielona Góra (deutsch: Grünberg).
Die Zeitung erscheint täglich (außer Sonntag) in der ganzen Woiwodschaft Lebus sowie in den Kreisen Choszczno und Myślibórz in der Woiwodschaft Westpommern, Głogów und Polkowice in der Woiwodschaft Niederschlesien, Międzychód und Wolsztyn in der Woiwodschaft Großpolen.